# Tjärnbodtjärnen
Tjärnbodtjärnen är en sjö i Örnsköldsviks kommun i Ångermanland och ingår i Moälvens huvudavrinningsområde. Sjön har en area på 0,0723 kvadratkilometer och ligger 157,1 meter över havet. Sjön avvattnas av vattendraget Stenbäcken.

## Delavrinningsområde
Tjärnbodtjärnen ingår i det delavrinningsområde (704758-161996) som SMHI kallar för Ovan None. Medelhöjden är 238 meter över havet och ytan är 12,94 kvadratkilometer. Det finns inga avrinningsområden uppströms utan avrinningsområdet är högsta punkten. Stenbäcken som avvattnar avrinningsområdet har biflödesordning 3, vilket innebär att vattnet flödar genom totalt 3 vattendrag innan det når havet efter 48 kilometer. Avrinningsområdet består mestadels av skog (89 procent). Avrinningsområdet har 0,07 kvadratkilometer vattenytor vilket ger det en sjöprocent på 0,6 procent.